# Bluefield (Virginia)
Bluefield es una localidad del Condado de Tazewell, Virginia, Estados Unidos. Según el censo de 2000 tenía una población de 5.078 habitantes y una densidad de población de 258.7 hab/km².

## Demografía
Según el censo de 2000, había 5.078 personas, 2.134 hogares y 1.423 familias residiendo en la localidad. La densidad de población era de 258,7 hab./km². Había 2.349 viviendas con una densidad media de 119,7 viviendas/km². El 92,30% de los habitantes eran blancos, el 4,86% afroamericanos, el 0,32% amerindios, el 1,42% asiáticos, el 0,12% de otras razas y el 0,98% pertenecía a dos o más razas. El 0,41% de la población eran hispanos o latinos de cualquier raza.
Según el censo, de los 2.134 hogares en el 21,8% había menores de 18 años, el 56,3% pertenecía a parejas casadas, el 8,4% tenía a una mujer como cabeza de familia, y el 33,3% no eran familias. El 30,3% de los hogares estaba compuesto por un único individuo, y el 16,5% pertenecía a alguien mayor de 65 años viviendo solo. El tamaño promedio de los hogares era de 2,23 personas y el de las familias de 2,77.
La población estaba distribuida en un 18,0% de habitantes menores de 18 años, un 10,2% entre 18 y 24 años, un 22,2% de 25 a 44, un 27,3% de 45 a 64, y un 22,3% de 65 años o mayores. La media de edad era 45 años. Por cada 100 mujeres había 86,1 hombres. Por cada 100 mujeres de 18 años o más, había 81,5 hombres.
Los ingresos medios por hogar en la localidad eran de 32.157 dólares ($), y los ingresos medios por familia eran 44.000 $. Los hombres tenían unos ingresos medios de 34.167 $ frente a los 18.875 $ para las mujeres. La renta per cápita para la ciudad era de 21.755 $. El 7,6% de la población y el 3,9% de las familias estaban por debajo del umbral de pobreza. El 9,6% de los menores de 18 años y el 8,8% de los habitantes de 65 años o más vivían por debajo del umbral de pobreza.

## Geografía
Según la Oficina del Censo de los Estados Unidos, la localidad tiene un área total de 19,6 km², todos ellos correspondientes a tierra firme.